# Les Cadors
Pour plus de détails, voir Fiche technique et Distribution.
Les Cadors est une comédie dramatique française réalisée par Julien Guetta et sortie en 2022.

## Synopsis
L'histoire de deux frères que tout oppose. Antoine, marié, deux enfants, conducteur de bateaux, et Christian, célibataire, chômeur et bagarreur incorrigible. Quand Antoine le mari idéal se retrouve mêlé à une sale histoire, c'est Christian le mal aimé, à qui personne n'a rien demandé, qui débarque à Cherbourg pour voler à son secours.

## Fiche technique
Source IMDb
- Titre original : Les Cadors
- Réalisation : Julien Guetta
- Scénario : Jean-Paul Rouve, Lionel Dutemple et Julien Guetta
- Musique :
- Photographie : Philippe Guilbert
- Montage : Samuel Fassi
- Décors : Frédérique Doublet Frédéric Grandclere
- Costumes : Alexia Crisp-Jones
- Production : Mathieu Ageron, Maxime Delauney, Lionel Dutemple, Benjamin Morgaine et Romain Rousseau
- Société de production : Nolita Cinema, Les Films du Monsieur, EuropaCorp et Because Music
- Société de distribution : Jour2fête[2]
- Pays de production :  France
- Langue originale : français
- Format : couleur — 2,35:1
- Genre : Comédie dramatique[3]
- Durée : 85 minutes
- Dates de sortie :
  - France : 
    - 24 août 2022 (Angoulême)
    - 11 janvier 2023 (en salles)

  - Canada : 3 novembre 2022

## Distribution
Source IMDb
- Jean-Paul Rouve : Christian Dagostino
- Grégoire Ludig : Antoine Dagostino
- Michel Blanc : Jean-Pierre Deloup
- Marie Gillain : Alexandra, la femme d'Antoine
- Aurore Broutin : Madeleine
- Satya Dusaugey : Maxime, le leader syndical
- Marie Berto : Armelle, la patronne du café
- Niels Hamel-Brochen : Léo Dagostino
- Roman Angel : Yann Dagostino
- Thierry Levaret : le père de Christian et Antoine
- Gaspard Gevin-Hié : Christian jeune
- Fernand Texier : Antoine jeune
- Rosie Landais : Alexandra jeune
- Ali Marhyar : un policier de la base fluviale
- Fabien Mollet: un deuxième policier de la base fluviale sur le bateau.